# محمد علي زولفيغول
محمد علي زولفيغول أستاذ إيراني لعلوم الكيمياء ووزير حالي في وزارة العلوم والبحوث والتكنولوجيا منذ 25 أغسطس 2021. شغل منصب رئيس جامعة بو علي سينا من 2 أغسطس 2008 إلى 8 يونيو 2014.